# Yankee bokō ni kaeru
Yankee bokō ni kaeru (conosciuto anche come Drop-out Teacher Returns to School) è un dorama stagionale autunnale in 10 puntate prodotto da TBS e mandato in onda nel 2003; nel 2005 è stato seguito da uno special con altri interpreti. 
La vicenda si basa sulla storia reale della Hokusei Yoichi High School di Hokkaidō la quale, a partire dal 1988, è diventata la prima scuola in Giappone ad accettare studenti "problematici" che in precedenza avevano abbandonato gli studi o che erano stati cacciati da altri istituti.

## Trama
Un ex membro di una banda di teppisti da strada, dopo aver abbandonato la via della delinquenza riesce a concludere gli studi alla "Hokusei Yoichi"; dopo esser riuscito perfino a laurearsi tornerà come insegnante. Dovrà aiutare a diplomarsi altri studenti che erano come lui e che provengono dal suo stesso mondo.
Alunni e corpo docente si troveranno a dover affrontare varie questioni e problemi riguardanti i giovani e la società attuale: col tempo impareranno a credere e ad aver fiducia gli uni negli altri.

## Cast
- Yutaka Takenouchi - Yoshimori Masaya, 29 anni.
- Ryōko Shinohara - Kanai Momoe, 29 anni.
- Yoshie Ichige - Kanai Sayako,
- Kimiko Yo - Andou Yukiko
- Sayaka - Koga Nanae, 17 anni.
- Natsuki Katō - Tsunemoto Akane, 19 anni.
- Mia Murano - Torii Wakana, 19 anni.
- Masaki Aiba - Yashiki Tetsuji
- Sei Hiraizumi -
- Yōichi Nukumizu - Endou Nobu
- Megumi Ujiie - Kagaya Chiaki
- Ishimatsu Guts -
- Masaru Nagai - Okumura Kazuto, 26 anni.
- Hayato Ichihara - Ujiie Tooru, 18 anni.
- Yui Ichikawa - Toda Yuki, 18 anni.
- Shūgo Oshinari - Chiba Kentarou, 19 anni.
- Chihiro Otsuka - Sakuta Kumiko, 18 anni.
- Yukina Takase - Sawada Mika
- Yūma Ishigaki - Shimada Tetsuki, 21 anni.
- Mokomichi Hayami - Hideo, 19 anni.
- Teppei Koike - Murase Motoya, 18 anni.
- Tasuku Emoto - Junichi, 18 anni.
- Hidenori Tokuyama - Takaaki
- Daizo Miyata
- Takayo Mimura
- Takahiro Ito
- Mayuko Nishiyama
- Masaki Kaji
- Aki Mizusawa
- Jun Natsukawa (ep 8)
- Shō Sakurai (SP) - Yoshiie Hiroyuki
- Shōta Matsuda (SP)
- Natsuki Harada (SP)
- Ryō Kimura (SP)
- Shunsuke Kazama (SP)
- Yo Kamiyoshihara (SP)
- Yoshio Harada - Iwazaki Tooru
- Kazuyuki Matsuzawa
- Ayumi Oka
- Masaru Miyazaki
- Yosuke Nishi (SP)